# Stabil oldalfekvés

Stabil oldalfekvés pozíció (némileg eltérő pozíciók is léteznek).

A stabil oldalfekvés az elsősegély egyik legfontosabb életmentő műfogása, minden alapfokú elsősegély-tanfolyam alapismerete. Azért fontos, mert biztosítani lehet vele az eszméletlen sérült szabad lélegzését, hanyatt fekvő helyzetben ugyanis a nyelv hátracsúszhat, illetve a nyál, vér és hányadék is elzárhatja a légutakat.
A fulladás az eszméletlen sérülteket fenyegető egyik legnagyobb veszély, ami még akkor is a sérült életébe kerülhet, ha a sérülése egyébként nem is veszélyes. A szabad lélegzés biztosítása az elsősegély nyújtójának alapvetően fontos feladata, mivel oxigénellátás nélkül percek alatt megkezdődhet az agyszövetek elhalása és beállhat a halál. 
Az eszméletlen embernek át kell vizsgálni a száj- és garatüregét, onnan el kell távolítani a lélegzést akadályozó anyagokat, beleértve az esetleg hátracsúszott nyelvet is, majd olyan testhelyzetet kell kialakítani a sérült számára, amelyben nem állhat be újra a légzőutak elzáródása. Ez a stabil oldalfekvés.

## Kizáró tényezők
Vannak olyan sérülések, amelyek mellett más módot kell választani a légutak szabadon tartására.
Ezek:
- Combcsonttörés
- Medencetörés
- Súlyos mellkasi sérülés (sorozat-bordatörés)
- Nyílt hasi sérülés
- Gerinctörés

Ilyenkor a hátán fekvő beteg fejét kell úgy elhelyezni, mint a befúvásos lélegeztetésnél – enyhén hátraszegjük és felhúzzuk az állát. Ha a sérült hány, akkor fejét oldalra kell fordítani. Az ilyen sérültek nem hagyhatók magukra.

## A stabil oldalfekvés végrehajtása
A stabil oldalfekvés biztonságos testhelyzet eszméletlen betegek számára, amely lehetővé teszi a szabad légzést, ugyanakkor megakadályozza a vérnek vagy hányadéknak a légutakba jutását. A végtagok a testet stabil és kényelmes helyzetben rögzítik. Ha meggyőződött arról, hogy a beteg légzése kielégítő, és a sérülése nyilvánvaló, igyekezzék őt ebbe a testhelyzetbe hozni. NE MOZGASSA a beteget, ha az gerincsérülést szenvedett!
1. Ellenőrizze, van-e az áldozat szájában idegentest vagy műfogsor.
2. Az áldozat fekvésben közelebb eső karját helyezze a testéhez egészen közel, illetve gyűrje a combja alá.
3. A másik karját húzza a mellkasa előtt maga felé, majd a távolabbi lábát tegye keresztbe a közelebbi fölött.
4. Egyik kezével támassza a beteg fejét, a másikkal a távolabb eső csípő táján markolja meg ruházatát, s görgesse a testét maga felé.
5. Ismét győződjön meg arról, hogy a beteg feje megfelelő helyzetben van-e, és a légzése kielégítő-e.
6. Hajlítsa a sérült felül lévő karját kényelmes helyzetbe úgy, hogy az felsőtestét támassza, majd a felül lévő lábával – térdben hajlítva – támassza meg a test alsó felét. Ezután óvatosan húzza ki törzse alól a beteg alul maradt karját, és hátul helyezze a test mellé, ezzel megakadályozza, hogy a beteg esetleg ismét a hátára gördüljön.

## Külső hivatkozások
- Pár elsősegély-alapfogalom
- A stabil oldalfekvés egy leírása
- Gabi Mami Klub – gyermekeknél
- Stabil oldalfekvés az eszméletlen beteg ellátásának egyik végállomása - interaktív gyakorlás